# خورشیدگرفتگی ۲۹ اوت ۱۸۸۶
خورشیدگرفتگی ۲۹ اوت ۱۸۸۶ (به انگلیسی: Solar eclipse of 29 August 1886) یک خورشیدگرفتگی از نوع خورشیدگرفتگی کلی بود. این خورشیدگرفتگی در تاریخ ۲۹ اوت ۱۸۸۶ روی داد که زمان اوج آن، ساعت ۱۲:۵۵:۲۳ به‌وقت ساعت هماهنگ جهانی بوده‌است. مدت‌زمان و طول این خورشیدگرفتگی ۰۶ دقیقه و ۳۶ ثانیه بود.

## مشاهدات
|  |  |
|  |  |